# Gmina Vallentuna
Gmina Vallentuna (szw. Vallentuna kommun) – gmina w Szwecji, w regionie Sztokholm, z siedzibą w Vallentuna.
Pod względem zaludnienia Vallentuna jest 88. gminą w Szwecji. Zamieszkuje ją 26 889 osób, z czego 50,08% to kobiety (13 466) i 49,92% to mężczyźni (13 423). W gminie zameldowanych jest 1358 cudzoziemców. Na każdy kilometr kwadratowy przypada 74,9 mieszkańca. Pod względem wielkości gmina zajmuje 213. miejsce.